# Poule B de la Coupe du monde de rugby à XV 2011
La poule B de la Coupe du monde de rugby à XV 2011, qui se dispute en Nouvelle-Zélande du 9 septembre au 3 octobre 2011  comprend cinq équipes dont les deux premières se qualifient pour les quarts de finale de la compétition. Conformément au tirage au sort effectué le 1er décembre 2008 à Londres, les équipes d'Angleterre (5e IRB), d'Écosse (7e IRB), d'Argentine (9e IRB), de Géorgie (16e IRB) et de Roumanie (17e IRB) composent cette poule. Le premier de ce groupe affrontera le second de la Poule A et le deuxième de ce groupe affrontera le premier de la Poule A.
La hiérarchie au classement de l'IRB est respectée, mais l'Angleterre a souffert plus que prévu pour se hisser à la première place de la poule B. Le XV de la Rose s'est fait peur face aux Argentins et aux Écossais, mais poursuit l'aventure en quart de finale face aux Français. L'Argentine n'a plus le niveau de 2007, où elle avait terminée troisième de la compétition, mais elle assume son statut en se qualifiant pour les quarts de finale où elle affronte la Nouvelle-Zélande. L'Écosse peut avoir des regrets face à son incapacité à marquer des essais (seulement quatre en quatre matchs), elle perd dans les dernières secondes contre l'Argentine et l'Angleterre. La troisième place de la poule permet à l'Écosse d'être qualifiée pour la prochaine Coupe du monde en 2015. La Géorgie a montré des progrès et a été à la hauteur du niveau mondial des nations rencontrées. La Roumanie rate sa Coupe du monde en terminant dernière et faisant moins bien qu'en 2007.

## Classement
| Rang | Pays       | J | V | N | D | Em | Ee | Bo | Bd | Pm  | Pe  | Diff | Pts |
| ---- | ---------- | - | - | - | - | -- | -- | -- | -- | --- | --- | ---- | --- |
| 1    | Angleterre | 4 | 4 | 0 | 0 | 18 | 1  | 2  | 0  | 137 | 34  | +103 | 18  |
| 2    | Argentine  | 4 | 3 | 0 | 1 | 10 | 3  | 1  | 1  | 90  | 40  | +50  | 14  |
| 3    | Écosse     | 4 | 2 | 0 | 2 | 4  | 4  | 1  | 2  | 73  | 59  | +14  | 11  |
| 4    | Géorgie    | 4 | 1 | 0 | 3 | 3  | 9  | 0  | 0  | 48  | 90  | -42  | 4   |
| 5    | Roumanie   | 4 | 0 | 0 | 4 | 3  | 21 | 0  | 0  | 44  | 169 | -125 | 0   |

|  | Qualifiés pour les quarts de finale (no 1, no 2). |

Attribution des points  : victoire : 4, match nul : 2, défaite : 0, forfait : -2 ; plus les bonus (offensif : 4 essais marqués ou plus ; défensif : défaite par 7 points d'écart ou moins).
Règles de classement : 1. résultat du match de poule entre les deux équipes ; 2. différence de points ; 3. différence d'essais ; 4. nombre de points marqués ; 5. nombre d'essais marqués ; 6. rang au classement IRB en date du 3 octobre 2011.

## Les matchs

### Écosse - Roumanie
(mt : 18 - 11)
Homme du match : Marius Tincu 
Points marqués : 
- Écosse : 4 essais de Blair (8e), Ansbro (21e) et de Danielli (75e, 78e), 1 transformation de Paterson (22e), 4 pénalités de Paterson (3e, 37e, 53e, 71e)
- Roumanie : 2 essais de Lazăr (40e) et de Carpo (67e), 1 transformation de Dimofte (68e), 4 pénalités de Dumbravă (12e, 23e) et de Dimofte (54e, 62e)

Évolution du score : 3-0, 8-0, 8-3, 15-3, 15-6, 18-6, 18-11, 21-11, 21-14, 21-17, 21-24, 24-24, 29-24, 34-24
Arbitre : Dave Pearson 
Résumé

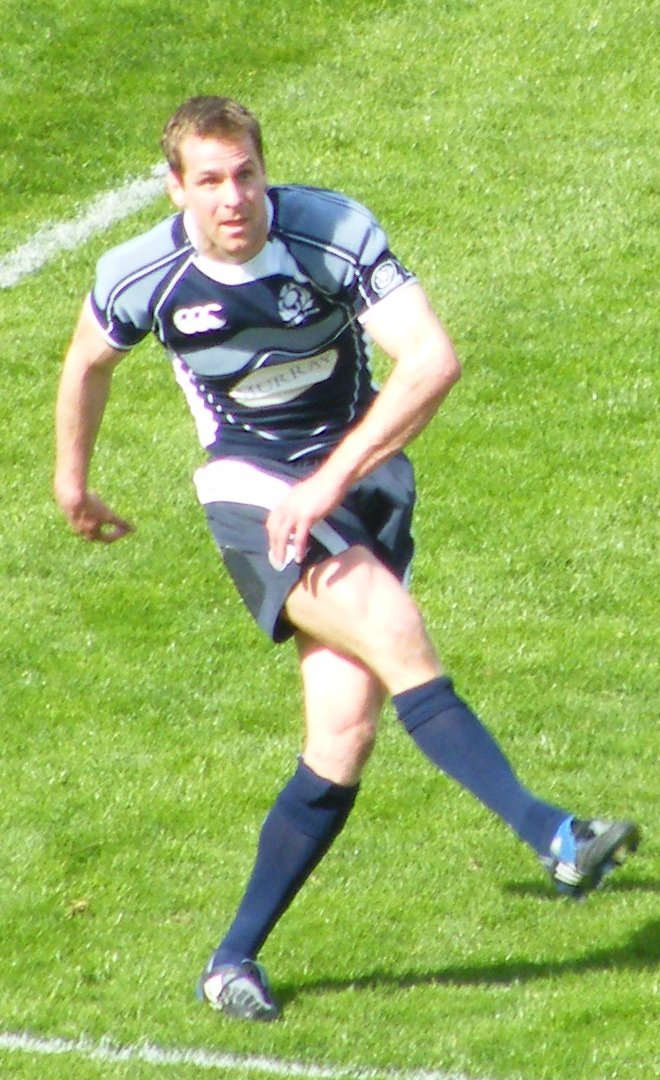
Chris Paterson marque quatre pénalités et une transformation, avec un taux de réussite au pied de 55,6 %.

L'Écosse ouvre le score rapidement grâce à une première pénalité par Chris Paterson après deux minutes de jeu malgré l'engagement roumain. Les ailiers écossais prennent rapidement le dessus, cueillant à froid une défense roumaine désorganisée par les passes après contact de leurs adversaires. Mike Blair, à la suite d'un bon travail de Simon Danielli, inscrit le premier essai de la rencontre. Paterson ne transforme pas : le ballon tombe du tee au moment où l'arrière arme sa frappe. C'est le début d'une journée difficile pour le buteur écossais, qui terminera le match avec un 55,6 % de réussite au tir inhabituel. La Roumanie réagit avec une conquête puissante et une bonne pression défensive des avants et obtient plusieurs pénalités mais l'Écosse fait le trou grâce à un essai transformé d'Ansbro à la 20e minute. Mais le pack roumain prend le pas sur son vis-à-vis écossais et une pénalité puis un essai collectif viennent valider la domination des avants roumains.
La partie s'équilibre en début de seconde mi-temps, mais la Roumanie, s'appuyant sur une mêlée et une conquête solide, réduit la marque grâce à deux pénalités, puis passe en tête grâce à un nouvel essai du troisième ligne Daniel Carpo à moins d'un quart d'heure de la fin de la rencontre. Le remplacement de Paulică Ion et Marius Tincu, l'homme du match, à la 68e minute sonne le glas de la domination du pack roumain. L'Écosse tâche de conserver le ballon et obtient une pénalité qui lui permet d'égaliser. Plus perforant, et capitalisant sur les plaquages ratés de la Roumanie (23 sur l'ensemble du match), le XV du chardon parvient à déchirer le rideau défensif à plusieurs reprises. Sur une bonne course le long de la ligne, Richie Vernon sert Danielli qui file à l'essai à la 75e minute. Une dernière action collective écossaise permet à Danielli d'inscrire un doublé synonyme de point de bonus offensif à la 78e minute. La Roumanie ne revient plus et doit tirer un trait sur le bel exploit qui semblait se dessiner. L'Écosse fait respecter la logique et s'en sort à moindre frais.
| Écosse · Titulaires · Chris Paterson 15 · Max Evans 14 · 20e Joe Ansbro 13 · Sean Lamont 12 · 76e 78e Simon Danielli 11 · 53e Ruaridh Jackson 10 · 8e 62e Mike Blair 9 · Richie Vernon 8 · 62e John Barclay 7 · Kelly Brown 6 · (cap.) Alastair Kellock 5 · 53e Richie Gray 4 · Geoff Cross 3 · 81e Ross Ford 2 · 62e Allan Jacobsen 1 · Remplaçants · 81e Scott Lawson 16 · 62e Alasdair Dickinson 17 · 53e Nathan Hines 18 · 62e Ross Rennie 19 · 62e Chris Cusiter 20 · 53e Dan Parks 21 · Rory Lamont 22 · Entraîneur · Andy Robinson |  | Roumanie · Titulaires · 15 Iulian Dumitraș 59e · 14 Stefan Ciuntu · 13 Csaba Gál · 12 Ionuț Dimofte · 11 Mădălin Lemnaru · 10 Dănuț Dumbravă 52e · 9 Lucian Sîrbu 52e · 8 Daniel Carpo 67e · 7 Ovidiu Tonița · 6 Mihai Macovei 77e · 5 Cristian Petre 80e · 4 Valentin Ursache · 3 Paulică Ion 68e · 2 Marius Tincu (cap.) 68e · 1 Mihaita Lazăr 40e · Remplaçants · 16 Bogdan Zebega 68e · 17 Silviu Florea 68e · 18 Valentin Poparlan 80e · 19 Stelian Burcea 77e · 20 Florin Surugiu 52e · 21 Ionel Cazan 52e · 22 Florin Vlaicu 59e · Entraîneur · Romeo Gontineac |

### Argentine - Angleterre
(mt : 6 - 3)
Homme du match : Juan Martín Fernández Lobbe 
Points marqués :
- Argentine : 3 pénalités de Contepomi (6e) et Rodríguez Gurruchaga (20e, 44e)
- Angleterre : 1 essai de Youngs (67e), 1 transformation de Wilkinson (68e), 2 pénalités de Wilkinson (11e, 74e)

Évolution du score : 3-0, 3-3, 6-3, 9-3, 9-10, 9-13
Arbitre : Bryce Lawrence 
Résumé

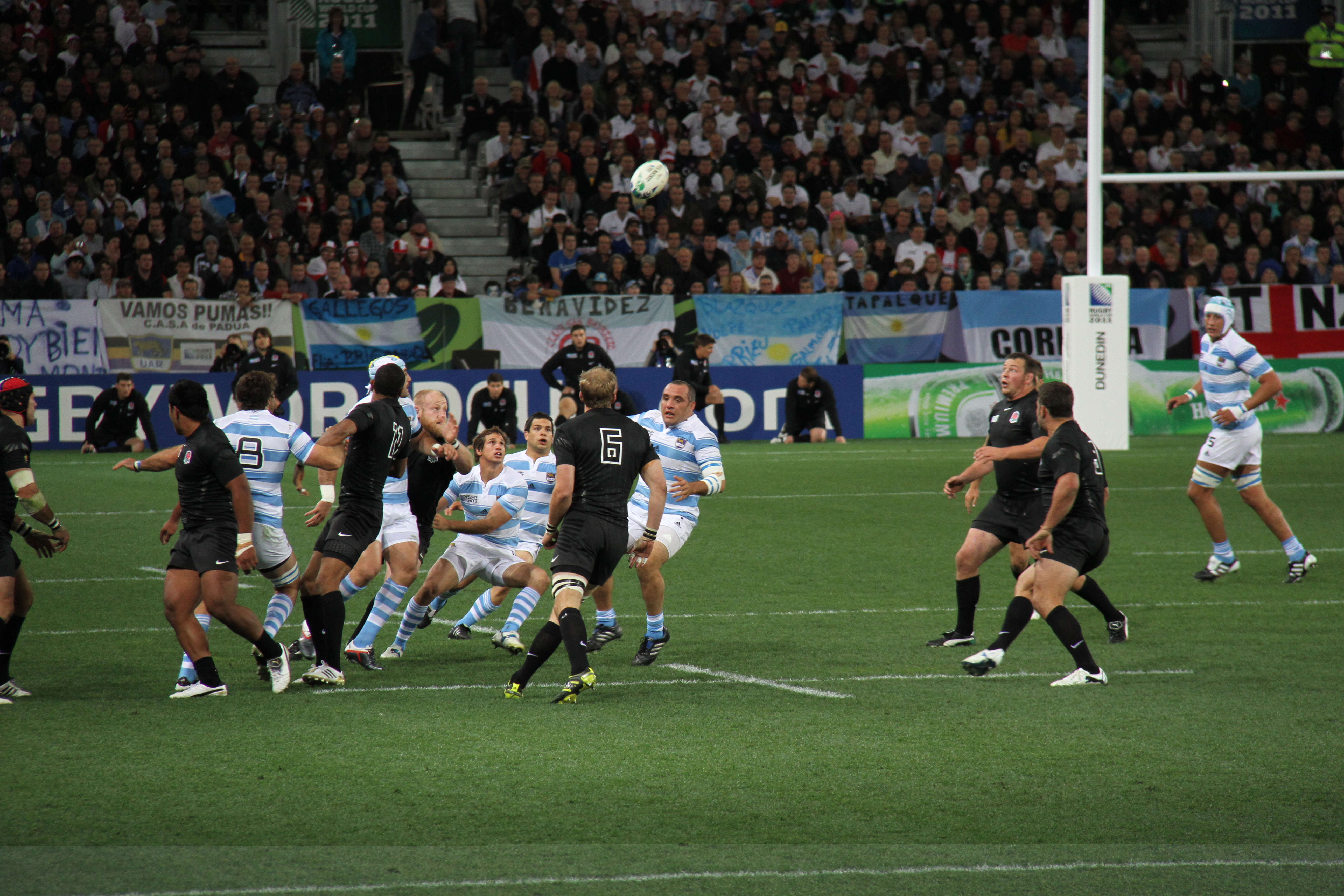
L'Argentine rencontre l'Angleterre, en noir, lors de la Coupe du monde de rugby 2011.

Les premières minutes de la partie donnent le ton de la rencontre. Du côté argentin comme du côté anglais, les avants sont sollicités en priorité. Le défi physique réussit aux Argentins dans un premier temps. L'indiscipline anglaise permet à l'Argentine d'avancer. Elle bute toutefois sur une solide défense anglaise à moins d'un mètre de la ligne à la 5e minute et doit se reposer sur le pied de Felipe Contepomi. Malgré leur difficulté à répondre au défi physique argentin, les Anglais égalisent grâce à Jonny Wilkinson sur une pénalité le long de la ligne de touche à 10e minute. Cette égalité est de courte durée. Sur une nouvelle pénalité à la 20e minute, les Pumas reprennent un avantage qui tient jusqu'à la mi-temps. Les deux packs se neutralisent et l'indiscipline anglaise est sanctionnée d'un carton jaune pour Dan Cole après 34 minutes. Un tampon brutal de Courtney Lawes élimine Gonzalo Tiesi de la compétition à la 37e minute qui sort avec une entorse au genou. Le deuxième ligne anglais s'illustre à nouveau une minute plus tard avec un coup de genou sur Mario Ledesma, qui lui vaut une citation pour brutalité. Suspendu deux semaines, il manquera les rencontres de l'Angleterre contre la Roumanie et la Géorgie.
En début de seconde période, l'Argentine concrétise sa supériorité numérique par une ultime pénalité à la 44e minute. Elle ne marquera plus. Le physique anglais s'impose en fin de rencontre et les avants argentins ne peuvent plus contenir leurs adversaires. La troisième incursion anglaise dans les 22 mètres argentins est la bonne, Ben Youngs, entré en cours de jeu, traverse la ligne d'avants impuissants et va marquer l'unique essai du match, transformé par Wilkinson (67e minute). Une dernière pénalité de Wilkinson porte l'avantage du XV de la rose à quatre points. Le baroud d'honneur des Argentins épuisés ne parvient pas à renverser la tendance et l'Angleterre s'impose à l'issue d'une rencontre marquée par l'absence de jeu, et un grand nombre de pénalités manquées (6 pour l'Argentine et 5 pour l'Angleterre). 
| Argentine · Titulaires · Martín Rodríguez Gurruchaga 15 · Gonzalo Camacho 14 · 36e Gonzalo Tiesi 13 · Santiago Fernández 12 · Horacio Agulla 11 · 25e (cap.) Felipe Contepomi 10 · Nicolás Vergallo 9 · Juan Martín Fernández Lobbe 8 · 78e Juan Manuel Leguizamón 7 · Julio Farías Cabello 6 · Patricio Albacete 5 · Manuel Carizza 4 · 57e 77e Juan Figallo 3 · 55e Mario Ledesma 2 · 17e 19e 77e Rodrigo Roncero 1 · Remplaçants · 55e Agustín Creevy 16 · 17e 19e 57e Martín Scelzo 17 · 78e Mariano Galarza 18 · Alejandro Campos 19 · Alfredo Lalanne 20 · 25e Marcelo Bosch 21 · 36e Juan Imhoff 22 · Entraîneur · Santiago Phelan |  | Angleterre · Titulaires · 15 Ben Foden · 14 Chris Ashton · 13 Manu Tuilagi · 12 Mike Tindall (cap.) · 11 Delon Armitage · 10 Jonny Wilkinson · 9 Richard Wigglesworth 49e · 8 Nick Easter · 7 James Haskell · 6 Tom Croft · 5 Courtney Lawes · 4 Louis Deacon 66e · 3 Dan Cole 34e à 44e · 2 Steve Thompson 61e · 1 Andrew Sheridan 61e · Remplaçants · 16 Dylan Hartley 61e · 17 Matt Stevens 61e · 18 Tom Palmer 66e · 19 Tom Wood · 20 Ben Youngs 49e 67e · 21 Toby Flood · 22 Matt Banahan · Entraîneur · Martin Johnson |

### Écosse - Géorgie
(mt : 9 - 3)
Homme du match : Kelly Brown 
Points marqués :
- Écosse : 4 pénalités de Parks (24e, 34e, 71e, 76e), 1 drop de Parks (39e)
- Géorgie : 2 pénalités de Kvirikashvili (17e, 73e)

Évolution du score : 0-3, 3-3, 6-3, 9-3, 12-3, 12-6, 15-6
Arbitre : George Clancy 
Résumé

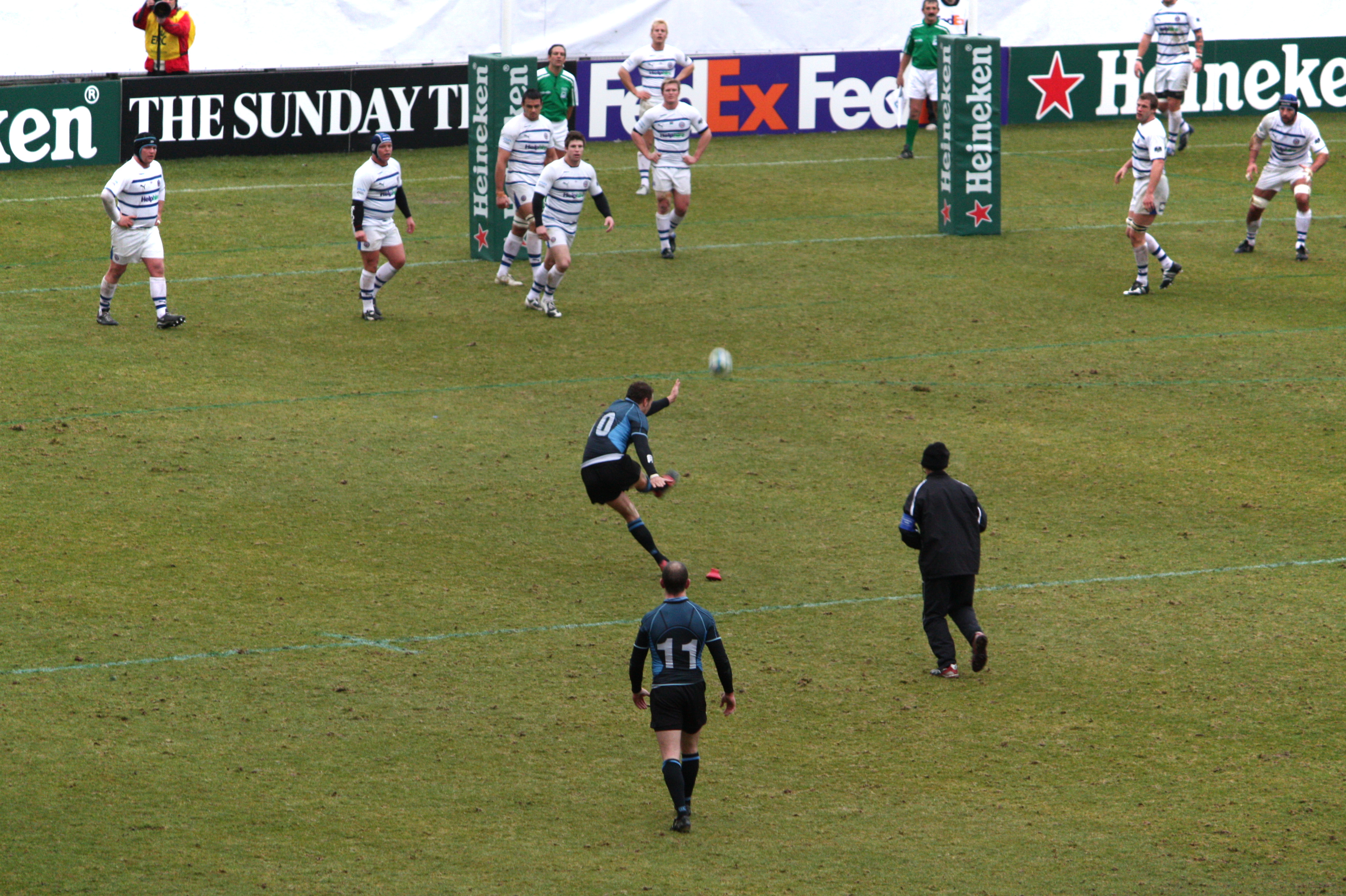
Dan Parks remporte son duel de buteurs face à Merab Kvirikashvili

C'est une équipe d'Écosse largement remaniée qui se présente sur le terrain pour affronter la Géorgie qui dispute son premier match dans cette Coupe du monde. Les deux équipes font jeu égal en début de partie. La Géorgie se crée les deux premières occasions de marquer, une première fois par un drop manqué puis par une pénalité réussie par Merab Kvirikashvili. L'Écosse prend peu à peu le dessus mais la pluie qui s'invite sur le terrain rend le jeu difficile et neutralise les intentions du XV du chardon qui concède dix-sept pertes de balle sur l'ensemble de la partie. Le jeu au ras choisi par la Géorgie est plus adapté aux conditions climatiques et permet aux Lelos de conserver le ballon et de multiplier les phases de jeu. L'indiscipline géorgienne remet toutefois l'Écosse en jeu grâce à Dan Parks qui égalise à la 24e minute et offre à son équipe un premier avantage à la 34e sur une nouvelle pénalité. La domination territoriale écossaise, favorisée par un jeu d'occupation efficace de Parks, est à nouveau récompensée par un drop peu de temps avant la mi-temps.
La deuxième période est largement dominée par l'Écosse qui ne parvient pourtant pas à prendre le large, au grand agacement d'Andy Robinson. Mamuka Gorgodze, omniprésent, inspire la défense géorgienne qui contient avec réussite les assauts du pack écossais, pourtant dominateur en mêlée. L'Écosse doit attendre la 71e minute pour se mettre enfin à l'abri d'un essai transformé grâce à une pénalité de Parks qui porte l'écart à 9 points, mais Kvirikashvili répond presque instantanément par une nouvelle pénalité. Parks scelle le sort de la partie sur une ultime pénalité à la 76e minute. Auteur d'une prestation sérieuse mais constellée de fautes de mains, le XV d'Écosse s'impose à nouveau et peut espérer sérieusement une qualification pour les quarts de finale en cas de succès face à l'Argentine ou l'Angleterre. L'indiscipline aura coûté cher aux hommes de Richie Dixon, généreux dans l'effort mais brouillons dans la construction du jeu. 
| Écosse · Titulaires · 71e Rory Lamont 15 · Max Evans 14 · Nick De Luca 13 · Graeme Morrison 12 · Sean Lamont 11 · Dan Parks 10 · 71e (cap.) Rory Lawson 9 · Kelly Brown 8 · Ross Rennie 7 · Alasdair Strokosch 6 · Jim Hamilton 5 · 71e Nathan Hines 4 · Euan Murray 3 · Ross Ford 2 · Allan Jacobsen 1 · Remplaçants · Dougie Hall 16 · Geoff Cross 17 · Alasdair Dickinson 18 · 71e Richie Gray 19 · Richie Vernon 20 · 71e Chris Cusiter 21 · 71e Chris Paterson 22 · Entraîneur · Andy Robinson |  | Géorgie · Titulaires · 15 Revaz Gigauri · 14 Irakli Machkhaneli · 13 Davit Kacharava · 12 Tedo Zibzibadze · 11 Alexander Todua 67e · 10 Merab Kvirikashvili · 9 Irakli Abuseridze (cap.) · 8 Dimitri Basilaia 65e · 7 Mamuka Gorgodze · 6 Shalva Sutiashvili · 5 Vakhtang Maisuradze 50e · 4 Levan Datunashvili · 3 Davit Zirakashvili 56e · 2 Jaba Bregvadze 65e · 1 Davit Khinchaguishvili · Remplaçants · 16 Akvsenti Giorgadze 65e · 17 Davit Kubriashvili 56e · 18 Georgi Chkhaidze 50e · 19 Viktor Kolelishvili 65e · 20 Bidzina Samkharadze · 21 Lasha Khmaladze · 22 Malkhaz Urjukashvili 67e · Entraîneur · Richie Dixon |

### Argentine - Roumanie
(mt : 28 - 6 )
Homme du match : Lucas González Amorosino 
Points marqués :
- Argentine : 6 essais de Fernández (4e), Leguizamón (8e, Figallo (20e), Amorosino (29e), Imhoff (63e), Fessia (71e), 5 transformations de Gurruchaga (5e, 9e, 30e, 64e, 72e), 1 pénalité de Gurruchaga (43e)
- Roumanie : 1 essai de Cazan (31e), 1 pénalité de Dimofte (13e)

Évolution du score : 7-0, 14-0, 14-3, 19-3, 26-3, 26-8, 29-8, 36-8, 43-8
Arbitre : Steve Walsh 
Résumé
| Argentine · Titulaires · 31e Lucas González Amorosino 15 · 49e Gonzalo Camacho 14 · Marcelo Bosch 13 · Martín Rodríguez Gurruchaga 12 · Horacio Agulla 11 · 5e 75e Santiago Fernández 10 · 68e Nicolás Vergallo 9 · Juan Martín Fernández Lobbe 8 · 9e 57e Juan Manuel Leguizamón 7 · 73e 78e Alejandro Campos 6 · 78e Patricio Albacete 5 · Manuel Carizza 4 · 20e Juan Figallo 3 · 40e Mario Ledesma 2 · 57e Rodrigo Roncero 1 · Remplaçants · 40e Agustín Creevy 16 · 57e Martín Scelzo 17 · 73e Mariano Galarza 18 · 57e 72e Genaro Fessia 19 · 68e Alfredo Lalanne 20 · 75e Nicolas Sanchez 21 · 49e 64e Juan Imhoff 22 · Entraîneur · Santiago Phelan |  | Roumanie · Titulaires · 15 Iulian Dumitraș 47e · 14 Mădălin Lemnaru · 13 Csaba Gál · 12 Constantin Gheara · 11 Ionel Cazan 33e · 10 Ionuț Dimofte · 9 Florin Surugiu 68e · 8 Daniel Carpo 53e 61e · 7 Ovidiu Tonița · 6 Mihai Macovei 75e · 5 Cristian Petre 47e · 4 Valentin Ursache · 3 Paulică Ion 61e · 2 Marius Tincu (cap.) · 1 Mihaita Lazăr 53e à 63e · Remplaçants · 16 Bogdan Zebega · 17 Silviu Florea 53e · 18 Valentin Poparlan 47e · 19 Daniel Ianus 75e · 20 Valentin Calafeteanu 68e · 21 Dănuț Dumbravă · 22 Florin Vlaicu 47e · Entraîneur · Romeo Gontineac |

### Angleterre - Géorgie
(mt : 17 - 10 )
Homme du match : Mamuka Gorgodze 
Points marqués :
- Angleterre : 6 essais de Hape (4e, 21e), Armitage (47e), Tuilagi (62e), Ashton (65e, 80e), 4 transformations de Flood (5e, 22e, 62e, 66e) et 1 pénalité de Flood (25e)
- Géorgie : 1 essai de Basilaia (40e), 1 transformation Kvirikashvili (40e) et 1 pénalité de Kvirikashvili (27e)

Évolution du score : 7-0, 14-0, 14-3, 17-3, 17-10, 22-10, 29-10, 36-10, 41-10
Arbitre : Jonathan Kaplan 
Résumé
| Angleterre · Titulaires · Ben Foden 15 · 65e 80e Chris Ashton 14 · 62e 67e Manu Tuilagi 13 · 4e 21e Shontayne Hape 12 · 47e Delon Armitage 11 · Toby Flood 10 · 67e Ben Youngs 9 · Nick Easter 8 · 57e (cap.) Lewis Moody 7 · 39e 49e Tom Wood 6 · Tom Palmer 5 · Simon Shaw 4 · 64e 74e Dan Cole 3 · 39e à 49e 60e Dylan Hartley 2 · 74e Matt Stevens 1 · Remplaçants · 39e 49e 60e Steve Thompson 16 · 64e Alex Corbisiero 17 · 57e Tom Croft 18 · James Haskell 19 · 67e Joe Simpson 20 · Jonny Wilkinson 21 · 67e Matt Banahan 22 · Entraîneur · Martin Johnson |  | Géorgie · Titulaires · 15 Revaz Gigauri · 14 Irakli Machkhaneli 42e · 13 Davit Kacharava · 12 Tedo Zibzibadze · 11 Alexander Todua 67e · 10 Merab Kvirikashvili · 9 Irakli Abuseridze (cap.) 63e · 8 Dimitri Basilaia 40e 60e · 7 Mamuka Gorgodze · 6 Shalva Sutiashvili 31e · 5 Vakhtang Maisuradze · 4 Ilia Zedguinidze 5e 16e · 3 Davit Kubriashvili 23e · 2 Jaba Bregvadze · 1 Davit Khinchaguishvili 56e · Remplaçants · 16 Goderdzi Shvelidze 56e · 17 Davit Zirakashvili 23e · 18 Levan Datunashvili 5e 16e 67e · 19 Georgi Chkhaidze 31e · 20 Bidzina Samkharadze 63e · 21 Givi Berishvili 60e · 22 Lasha Khmaladze 42e · Entraîneur · Richie Dixon |

### Angleterre - Roumanie
(mt : 34 - 3)
Homme du match : Mark Cueto 
Points marqués :
- Angleterre : 9 essais de Cueto (16e, 21e, 26e) Ashton (32e, 36e, 70e), Youngs (40e), Tuilagi (61e), Croft (68e) ; 6 transformations de Wilkinson (22e, 32e, 36e) et de Flood (61e, 68e, 70e) ; 1 pénalité de Wilkinson (2e)

- Roumanie : 1 pénalité de Dumbrava (38e)

Évolution du score : 3-0, 8-0, 15-0, 20-0, 27-0, 34-0, 34-3, 39-3, 46-3, 53-3, 60-3, 67-3
Arbitre : Romain Poite 
Résumé
| Angleterre · Titulaires · 52e 49e Ben Foden 15 · 31e 35e 70e Chris Ashton 14 · 61e Manu Tuilagi 13 · Mike Tindall 12 · 15e 22e 26e Mark Cueto 11 · 40e Jonny Wilkinson 10 · 62e 41e Ben Youngs 9 · James Haskell 8 · 62e (cap.) Lewis Moody 7 · 68e Tom Croft 6 · Tom Palmer 5 · 58e Louis Deacon 4 · 58e 40e Dan Cole 3 · 51e Steve Thompson 2 · 58e Alex Corbisiero 1 · Remplaçants · 51e Lee Mears 16 · 40e David Wilson 17 · 58e Simon Shaw 18 · 62e Tom Wood 19 · 62e Richard Wigglesworth 20 · 40e Toby Flood 21 · 52e Delon Armitage 22 · Entraîneur · Martin Johnson |  | Roumanie · Titulaires · 15 Florin Vlaicu 71e · 14 Stefan Ciuntu · 13 Ionel Cazan 40e · 12 Iulian Dumitraș · 11 Adrian Apostol · 10 Dănuț Dumbravă · 9 Lucian Sîrbu 41e · 8 Cosmin Ratiu 59e · 7 Ovidiu Tonița · 6 Stelian Burcea · 5 Cristian Petre (cap.) 52e · 4 Valentin Poperlan · 3 Silviu Florea 62e · 2 Bogdan Zebega 51e · 1 Nicolae Nere · Remplaçants · 16 Marius Tincu 51e · 17 Paulică Ion 62e · 18 Mihai Macovei 52e · 19 Daniel Ianus 59e · 20 Valentin Calafeteanu 41e · 21 Csaba Gál 40e · 22 Cătălin Nicolae 71e · Entraîneur · Romeo Gontineac |

### Argentine - Écosse
(mt : 3 - 6)
Homme du match : Ruaridh Jackson 
Points marqués :
- Argentine : 1 essai de Amorosino (73e), 1 transformation de Contepomi (73e), 2 pénalités de Contepomi (19e, 63e)
- Écosse : 2 pénalités de Paterson (36e), Jackson (39e) et 2 drops de Jackson (65e), Parks (72e)

Évolution du score : 3-0, 3-3, 3-6, 6-6, 6-9, 6-12, 13-12
Arbitre : Wayne Barnes 
Résumé
| Argentine · Titulaires · 70e Martín Rodríguez Gurruchaga 15 · Gonzalo Camacho 14 · Marcelo Bosch 13 · (cap.) Felipe Contepomi 12 · Horacio Agulla 11 · Nicolás Sánchez 10 · Nicolás Vergallo 9 · 31e Juan Martín Fernández Lobbe 8 · Juan Manuel Leguizamón 7 · Julio Farías Cabello 6 · Patricio Albacete 5 · Manuel Carizza 4 · Juan Figallo 3 · 74e Mario Ledesma 2 · 37e Rodrigo Roncero 1 · Remplaçants · 74e Agustín Creevy 16 · 37e Martín Scelzo 17 · Mariano Galarza 18 · 31e Genaro Fessia 19 · Alfredo Lalanne 20 · 70e 73e Lucas González Amorosino 21 · Juan Imhoff 22 · Entraîneur · Santiago Phelan |  | Écosse · Titulaires · 15 Chris Paterson · 14 Max Evans · 13 Nick De Luca · 12 Graeme Morrison · 11 Sean Lamont · 10 Ruaridh Jackson 69e · 9 Rory Lawson (cap.) 61e · 8 Kelly Brown 78e · 7 John Barclay · 6 Alasdair Strokosch · 5 Jim Hamilton · 4 Richie Gray 57e · 3 Geoff Cross · 2 Ross Ford 78e · 1 Allan Jacobsen 61e · Remplaçants · 16 Dougie Hall 78e · 17 Alasdair Dickinson 61e · 18 Nathan Hines 57e · 19 Richie Vernon 78e · 20 Chris Cusiter · 21 Dan Parks 69e · 22 Mike Blair 61e · Entraîneur · Andy Robinson |

### Géorgie - Roumanie
(mt : 12 - 6 )
Homme du match : Mamuka Gorgodze 
Points marqués :
- Géorgie : 1 essai de Gorgodze (56e), 1 transformation de Kvirikashvili (57e) et 6 pénalités de Kvirikashvili (9e, 24e, 31e, 36e, 70e, 76e)
- Roumanie : 3 pénalités de Dumbrava (12e, 33e) et Vlaicu (73e)

Évolution du score : 3-0, 3-3, 6-3, 9-3, 9-6, 12-6, 19-6, 22-6, 22-9, 25-9
Arbitre : Dave Pearson 
Résumé
| Géorgie · Titulaires · Lasha Khmaladze 15 · 73e Revaz Gigauri 14 · Davit Kacharava 13 · Tedo Zibzibadze 12 · Alexander Todua 11 · 75e Merab Kvirikashvili 10 · 76e (cap.) Irakli Abuseridze 9 · Dimitri Basilaia 8 · 56e Mamuka Gorgodze 7 · Georgi Chkhaidze 6 · Vakhtang Maisuradze 5 · 68e Ilia Zedguinidze 4 · Davit Zirakashvili 3 · 68e Jaba Bregvadze 2 · 70e Davit Khinchaguishvili 1 · Remplaçants · 68e Goderdzi Shvelidze 16 · 70e Vasil Kakovin 17 · 70e Levan Datunashvili 18 · Givi Berishvili 19 · 76e Bidzina Samkharadze 20 · 73e Irakli Chkhikvadze 21 · 75e Malkhaz Urjukashvili 22 · Entraîneur · Richie Dixon |  | Roumanie · Titulaires · 15 Iulian Dumitraș 58e · 14 Stefan Ciuntu 41e · 13 Minya Csaba Gal · 12 Ionuț Dimofte · 11 Mădălin Lemnaru · 10 Dănuț Dumbravă 69e · 9 Florin Surugiu · 8 Daniel Carpo · 7 Ovidiu Tonița · 6 Mihai Macovei · 5 Cristian Petre 69e · 4 Valentin Ursache · 3 Paulică Ion · 2 Marius Tincu (cap.) · 1 Mihaita Lazăr · Remplaçants · 16 Bogdan Zebega · 17 Silviu Florea · 18 Valentin Poparlan 69e · 19 Daniel Ianus · 20 Valentin Calafeteanu 69e · 21 Constantin Gheara 41e · 22 Florin Vlaicu 58e · Entraîneur · Romeo Gontineac |

### Angleterre - Écosse
(mt : 3 - 9 )
Homme du match : Dan Parks 
Points marqués :
- Angleterre : 1 Essai de Ashton (78e), 1 Transformation de Flood (79e), 2 Pénalité de Wilkinson (33e, 62e) et 1 drop de Jonny Wilkinson (58e)

- Écosse : 3 Pénalités de Paterson 2 (9e, 56e) et Parks (17e), 1 Drop de Dan Parks (40e)

Évolution du score : 0-3, 0-6, 3-6, 3-9, 3-12, 6-12, 9-12, 16-12
Arbitre : Craig Joubert 
Résumé
En menant de 6 points (12-6) à la 56e minute, l'Écosse est en passe de réaliser un exploit en se qualifiant et, dans le même temps, en éliminant l'Angleterre de la Coupe du monde. Mais les Anglais reviennent à 12-9 à la 62e minute. Pendant 16 minutes, les Écossais tentent tout pour marquer à nouveau, mettant les Anglais au supplice, mais ces derniers parviennent à résister et finissent par inscrire un essai à 2 minutes de la fin du match. 
| Angleterre · Titulaires · Ben Foden 15 · 78e Chris Ashton 14 · Manu Tuilagi 13 · 71e Mike Tindall 12 · Delon Armitage 11 · 72e Jonny Wilkinson 10 · Ben Youngs 9 · James Haskell 8 · 54e 62e (cap.) Lewis Moody 7 · Tom Croft 6 · 57e Courtney Lawes 5 · Louis Deacon 4 · Dan Cole 3 · 67e Steve Thompson 2 · Matt Stevens 1 · Remplaçants · 67e Dylan Hartley 16 · 72e Alex Corbisiero 17 · 57e Tom Palmer 18 · 54e 62e Nick Easter 19 · Richard Wigglesworth 20 · 71e Toby Flood 21 · Matt Banahan 22 · Entraîneur · Martin Johnson |  | Écosse · Titulaires · 15 Chris Paterson · 14 Max Evans 41e · 13 Joe Ansbro · 12 Sean Lamont · 11 Simon Danielli · 10 Ruaridh Jackson 10e · 9 Mike Blair 72e · 8 Richie Vernon 64e · 7 John Barclay · 6 Alasdair Strokosch 64e · 5 Alastair Kellock (cap.) · 4 Richie Gray · 3 Euan Murray · 2 Ross Ford · 1 Allan Jacobsen 67e · Remplaçants · 16 Scott Lawson 64e · 17 Alasdair Dickinson 67e · 18 Nathan Hines · 19 Ross Rennie 64e · 20 Chris Cusiter 72e · 21 Dan Parks 10e · 22 Nick De Luca 41e · Entraîneur · Andy Robinson |

### Argentine - Géorgie
(mt : 5 - 7 )
Homme du match : Juan Manuel Leguizamón 
Points marqués :
- Argentine : 3 essais de Imhoff (31e), Contepomi (68e), Gosio (78e), 2 transformations de Contepomi (68e), Bosch (79e) et 2 pénalités de Contepomi (51e, 60e)
- Géorgie : 1 essai de Khmaladze (39e) et 1 transformation de Urjukashvili (39e)

Évolution du score : 5-0, 5-7, 8-7, 11-7 18-7, 25-7
Arbitre : Alain Rolland 
Résumé
| Argentine · Titulaires · Lucas González Amorosino 15 · 66e Horacio Agulla 14 · 79e Marcelo Bosch 13 · 68e 71e (cap.) Felipe Contepomi 12 · 31e Juan Imhoff 11 · Santiago Fernández 10 · 70e Nicolás Vergallo 9 · 65e Leonardo Senatore 8 · Juan Manuel Leguizamón 7 · Julio Farías Cabello 6 · Patricio Albacete 5 · 71e Mariano Galarza 4 · 65e Juan Figallo 3 · 62e Mario Ledesma 2 · Marcos Ayerza 1 · Remplaçants · 62e Agustín Creevy 16 · 65e Martín Scelzo 17 · 71e Tomás Vallejos Cinalli 18 · 65e Genaro Fessia 19 · 70e Alfredo Lalanne 20 · 71e Agustín Gosio 21 · 66e Martín Rodríguez Gurruchaga 22 · Entraîneur · Santiago Phelan |  | Géorgie · Titulaires · 15 Malkhaz Urjukashvili 61e · 14 Lexo Gugava 71e · 13 Davit Kacharava · 12 Tedo Zibzibadze · 11 Alexander Todua · 10 Lasha Khmaladze 39e · 9 Irakli Abuseridze (cap.) 67e · 8 Mamuka Gorgodze · 7 Viktor Kolelishvili · 6 Georgi Chkhaidze · 5 Vakhtang Maisuradze 68e · 4 Levan Datunashvili 68e · 3 Davit Kubriashvili 62e · 2 Akvsenti Giorgadze 69e 75e · 1 Vasil Kakovin 40e 62e · Remplaçants · 16 Jaba Bregvadze 69e 75e · 17 Goderdzi Shvelidze 40e · 18 Ilia Zedguinidze 68e · 19 Giorgi Nemsadze 68e · 20 Bidzina Samkharadze 67e · 21 Merab Kvirikashvili 61e · 22 Lasha Malaguradze 71e · Entraîneur · Richie Dixon |